# Sendhil Ramamurthy

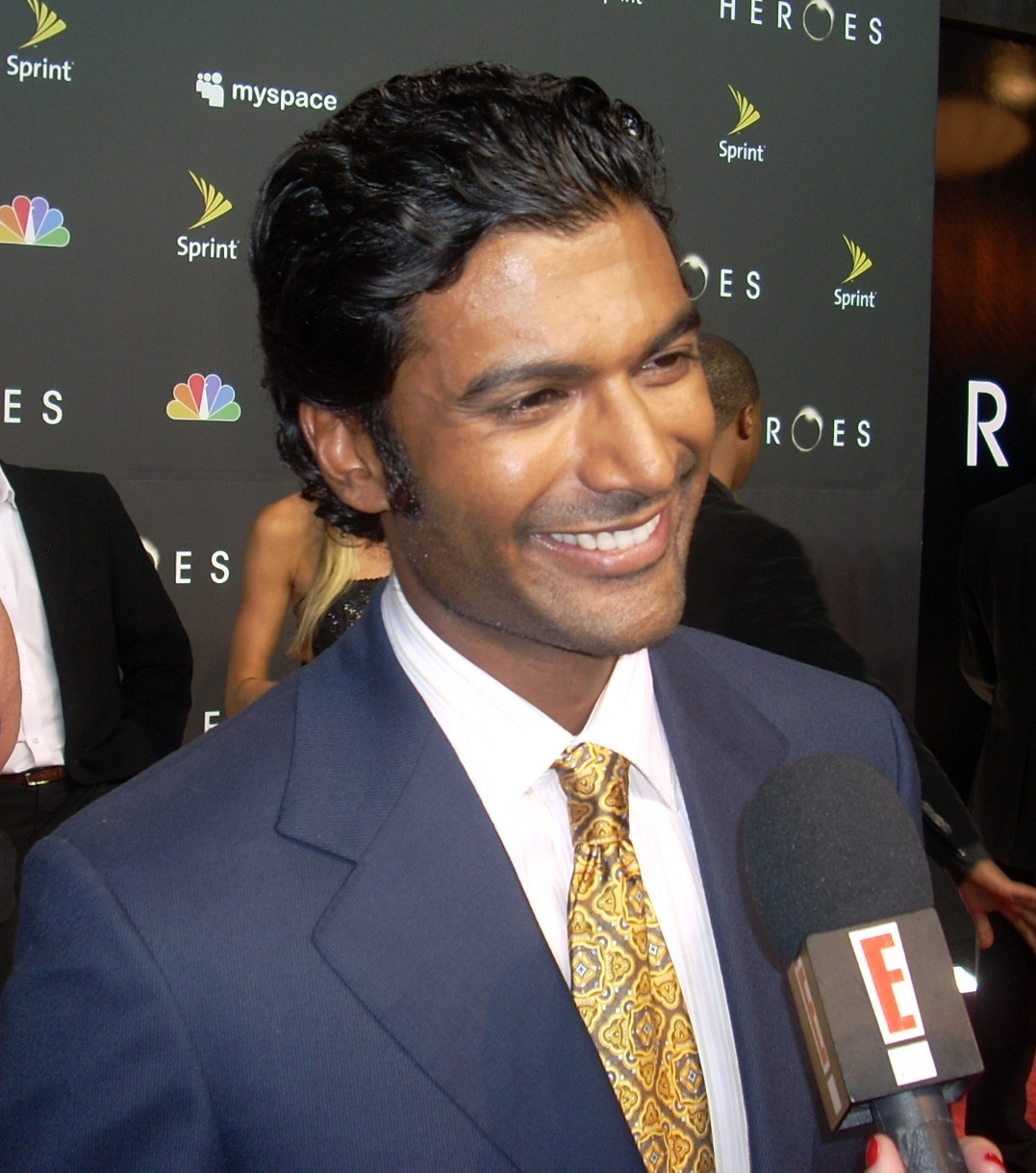
Sendhil Ramamurthy (2008)

Sendhil Amithab Ramamurthy (* 17. Mai 1974 in Chicago, Illinois) ist ein US-amerikanischer Schauspieler.

## Leben
Sendhil Ramamurthy wurde am 17. Mai 1974 in Chicago (Illinois) als Sohn tamilisch-indischer Eltern geboren. Er hat eine Schwester, mit der er in San Antonio aufwuchs. Ramamurthy ist mit der Schauspielerin Olga Sosnovska verheiratet und hat mit ihr eine Tochter namens Halina.
Von 2006 bis 2010 spielte er in der NBC-Fernsehserie Heroes den indischen Professor Mohinder Suresh. Diese Rolle war für einen 55-Jährigen geschrieben, jedoch konnte Ramamurthy beim Casting überzeugen, sodass die Rolle für ihn umgeschrieben wurde. Von 2010 bis 2012 spielte er die Rolle des Jai Wilcox, einen CIA-Agenten, in der Action- und Dramaserie Covert Affairs.
Er ist der Cousin des Schauspielers und Regisseurs Jay Chandrasekhar.

## Filmografie (Auswahl)
- 2000: Am Anfang (In the Beginning)
- 2002: Ultimate Force (Fernsehserie, 6 Folgen)
- 2005: Numbers – Die Logik des Verbrechens (Numb3rs, Fernsehserie, Folge 1x10)
- 2005: Grey’s Anatomy (Fernsehserie, Folge 1x01)
- 2006–2010: Heroes (Fernsehserie, 63 Folgen)
- 2006: Blind Dating
- 2010: Psych (Fernsehserie, Folge 4x06)
- 2010–2012: Covert Affairs (Fernsehserie, 25 Folgen)
- 2011: Shor in the City
- 2013–2014: Beauty and the Beast (Fernsehserie, 30 Folgen)
- 2015–2016: Heroes Reborn (Miniserie, 6 Folgen)
- 2016–2017: Stan Lee’s Lucky Man (Fernsehserie, 8 Folgen)
- 2018: Reverie (Fernsehserie, 10 Folgen)
- 2018: MacGyver (Fernsehserie, Folge 3x10)
- 2018–2019: New Amsterdam (Fernsehserie, 7 Folgen)
- 2019–2020, 2023: The Flash (Fernsehserie, 10 Folgen)
- 2020: Noch nie in meinem Leben … (Never Have I Ever, Fernsehserie, 20 Folgen)
- 2022–2023: Doom Patrol (Fernsehserie, 7 Folgen)
- 2023: The Secret Art of Human Flight
- 2025: Jurassic World: Die Chaostheorie (Animationsserie, 1 Folge)